# 埼玉県狭山市B57爆撃機墜落事故
埼玉県狭山市B57爆撃機墜落事故（さいたまけんさやまし ビーごじゅうしちばくげきき ついらくじこ）は、1958年（昭和33年）7月25日にアメリカ軍のB-57爆撃機が埼玉県狭山市に墜落した事故である。

## 事故の詳細
1958年（昭和33年）7月25日午前11時25分頃、埼玉県のジョンソン基地（現在の入間基地）を離陸した米軍のB-57爆撃機が、埼玉県狭山市入間川にある豆腐業を営む民家の屋根に接触し、墜落。この事故により、墜落地点に近い場所にある木材店に勤務する14歳の少年1名と、墜落機の乗員1名の合計2名が死亡、29歳の女性とその1歳の息子、17歳の青年の3名が重傷を負うとともに、墜落地点の付近にいた4名が軽傷を負った。
地元の警察署、付近の消防団、そして消防署からは合計十数台の消防車が出動。さらにジョンソン基地からも事故調査班、憲兵隊、基地消防車7台、米兵290名が出動して墜落現場の消火活動を行ったが、民家4戸が墜落の衝撃で全壊するとともに全焼、そして民家1戸が火災が類焼して全焼した。